# K2-17
K2-17, EPIC 201855371 — одиночная звезда в созвездии Девы на расстоянии приблизительно 1609 световых лет (около 493 парсек) от Солнца. Визуальная звёздная величина звезды — +13,314m. Возраст звезды определён как около 6,472 млрд лет.
Вокруг звезды обращается, как минимум, одна планета.

## Характеристики
K2-17 — оранжевый карлик спектрального класса K7. Масса — около 0,634 солнечной, радиус — около 0,611 солнечного, светимость — около 0,112 солнечной. Эффективная температура — около 4176 K.

## Планетная система
В 2015 году группой астрономов проекта «Кеплер» было объявлено об открытии планеты K2-17 b.